# 蘇紹智
蘇紹智（1923年—2019年5月27日），中國經濟學家，兀扎拉氏，滿族人。主要研究中華人民共和國集权政治体制的形成，曾任中国社会科学院马克思列宁主义毛泽东思想研究所（现中国社会科学院马克思主义研究院）所长。外祖肃亲王后裔宗室盛昆、母金筠泉、兄华人教授苏绍礼。

## 生平
蘇紹智1923年生於北平。1941年進入上海交通大學攻讀財務管理﹐後因戰事轉到重慶大學。1949年6月南開大學經濟碩士。1949-1963年在上海復旦大學教書。1963-1979年歷任《人民日報》編輯、理論部主任。1979年任中国社会科学院马克思列宁主义毛泽东思想研究所（簡稱马列所）研究員，1982年成為马列所長。
蘇紹智在1980年代著作很多，發表了一百多篇關於马克思主义與社會主义的文章，並出版了9本書，其中2本是英文書（Democracy and socialism in China，Democratization and reform），並且擔任中国社会科学院马列所出版的学术期刊《马克思主义研究》的總編輯。
蘇紹智是中國高調提倡政治改革的人物之一。1986年，他發表了一系列的文章，從社會主義的觀點出發，指出政治體制改革的重要性。1986年年底至1987年初，中國各地爆發大規模學生運動，之後1987年的反對資產階級自由化運動中，蘇因此被指為有資產階級自由化傾向，撤除黨內外職務，但仍保留黨籍，「留黨察看」。
1989年4月，蘇與嚴家其、包遵信聯署公開信，強烈抗議江澤民領導的上海市政府查封《世界經濟導報》。六四事件後，蘇被政府點名批判，於6月15日流亡往美國，並於7月中到法國巴黎，與嚴家其、吾爾開希等民運人士會面，後發表了成立「民主中國陣線」的倡議書，反對「六四屠殺」，支持八九民運，強調以和平、理性、非暴力的形式繼續為中國民主運動而努力。之後蘇擔任過《北京之春雜誌》編輯顧問，普林斯頓中國學社主席，並撰寫有關中國政治的評論文章。
晚年，苏绍智低调回国，定居北京。2019年5月27日，苏绍智在北京逝世。

## 思想

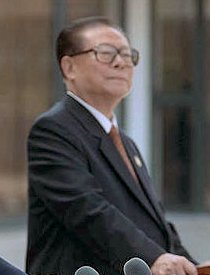
允許资本家加入共產黨的江澤民，加入的被稱為「紅色資本家」

苏绍智區分“苏联马列主义”与“马克思主义”概念的不同，強調「马克思和恩格斯从来没有在任何著作中设想过一党专政的制度，也没有赞成过赋予一党专政体制以压迫反对者的政治权力」並說明恩格斯更强调反对党内专制独裁。苏绍智說明列宁的概念如何以高度强调领袖的作用使一党专政等于领袖专政，而使专政集於一点成个人独裁，他引用列宁：
阶级通常是由政党来领导的，政党通常是由较稳固的集团来主持的，而这个集团是由最有威信、最有影响、最有经验、被选出担任最重要职务而称为领袖的人们组成的......在工作时间绝对服从苏维埃领导人──独裁者──的意志......个人独裁成为革命阶级专政的表现者、代表者和执行者。
苏绍智以苏联政治史证明，「斯大林的绝对权威、个人崇拜、独断专行、大规模的暴力镇压、清除异己等举止，与封建专政主义中的绝对君主并没有什么区别，他确实成了布哈林所预见到的新的暴君」。苏绍智進一步論證說明毛泽东的集權理論，並不如毛自己說的是“马克思加秦始皇”，而是“秦始皇+斯大林”。 
關於中華人民共和國政治體制的轉變，2001年7月江澤民以國家及政黨領導人身份允許资本家加入共產黨，此一政策舉措引發國內外討論：除了中共党内左派发表多份「万言书」，苏绍智稱之為是由「官僚垄断资产阶级」統治的「法西斯政权转化」。 

## 著作

### 中文著作
- 苏绍智. . 上海: 新知识出版社. 1956  [2014-01-24]. OCLC 18549106. （原始内容存档于2014-06-27）.
- 苏绍智. . 上海人民出版社. 1980  [2014-01-24]. OCLC 17039793. （原始内容存档于2014-06-27）.
- 苏绍智. . 中國社会科学出版社. 1982  [2014-01-24]. OCLC 19520294. （原始内容存档于2014-06-27）.
- 苏绍智. . 人民日报. 1987  [2014-01-24]. OCLC 51656981. （原始内容存档于2014-06-27）.
- 王逸舟; 苏绍智. . 四川人民出版社. 1988  [2014-01-24]. ISBN 978-7220003-45-5. （原始内容存档于2014-06-27）.
- 蘇紹智. . 1988  [2014-01-24]. OCLC 57031589. （原始内容存档于2014-06-27）.
- 苏绍智; 张显扬主编. . 人民出版社. 1988  [2014-01-24]. ISBN 978-7010004082. （原始内容存档于2014-06-27）.
- 蘇紹智. . 1992  [2014-01-24]. OCLC 37130889. （原始内容存档于2014-06-27）.
- 蘇紹智. . 1994  [2014-01-24]. OCLC 670439154. （原始内容存档于2014-06-27）.
- 蘇紹智. . 時報文化. 1992  [2014-01-24]. ISBN 978-957-13-0449-6. （原始内容存档于2014-06-27）.
- 蘇紹智. . 風雲論壇出版社. 1995  [2014-01-24]. ISBN 978-957-8929-16-6. （原始内容存档于2014-06-27）.
- 蘇紹智. . 中國文化大學出版部. 2001  [2014-01-24]. ISBN 978-957-0340-49-5. （原始内容存档于2014-06-27）.
- 蘇紹智; 陳一諮; 高文謙. . 明鏡出版社. 2006  [2014-01-24]. ISBN 978-1-932138-34-4. （原始内容存档于2014-06-27）.
- 蘇紹智. . 田園書屋. 2006  [2014-01-24]. ISBN 978-962-339-060-6. （原始内容存档于2014-06-27）.

### 英文著作
- Shaozhi Su. . The Institute. 1981  [2014-01-24]. （原始内容存档于2014-06-27）.
- Shaozhi Su; Michael Barratt Brown. . Spokesman. 31 October 1982  [2014-01-24]. ISBN 978-0-85124-343-6. （原始内容存档于2014-06-27）.
- Shaozhi Su. . Spokesman. 1983  [2014-01-24]. ISBN 978-0-85124-374-0. （原始内容存档于2016-04-11）.
- Su Shaozhi; Ding Xueliang. . Chinese Academy of Social Sciences, Institute of Marxism-Leninism-Mao Zedong Thought. 1984  [2014-01-24]. （原始内容存档于2014-06-27）.
- Shaozhi Su. . Spokesman. 1988  [2014-01-24]. ISBN 978-0-85124-496-9. （原始内容存档于2014-06-27）.
- Shaozhi Su. . Center for East and Southeast Asian Studies, University of Copenhagen. 1989  [2014-01-24]. OCLC 20510443. （原始内容存档于2014-06-27）.
- Shaozhi Su. . Spokesman. 1993  [2014-01-24]. ISBN 978-0-85124-546-1. （原始内容存档于2014-06-27）.